# Rüdesheimer Platz (Metro de Berlín)

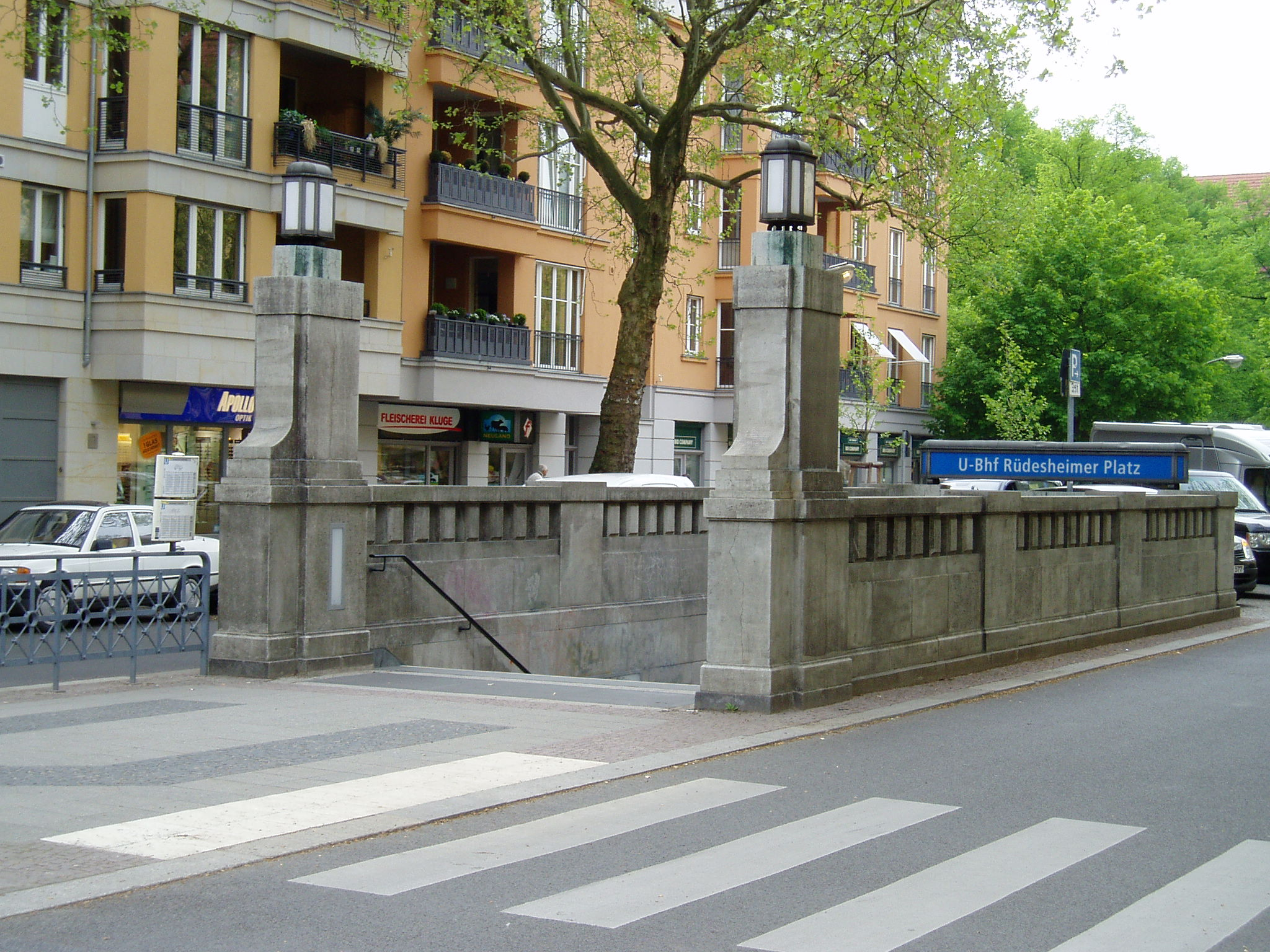
Acceso norte a la estación de metro Rüdesheimer Platz

La estación de metro Rüdesheimer Platz es una estación de metro de Berlín en la línea de metro U3 en el distrito Wilmersdorf del distrito Charlottenburg-Wilmersdorf y se encuentra debajo de Rüdesheimer Straße en Rheingauviertel. La compañía de ferrocarriles elevados que operaba originalmente comenzó a operar la estación junto con el resto de la línea Wittenbergplatz - Thielplatz el 12 de octubre de 1913.

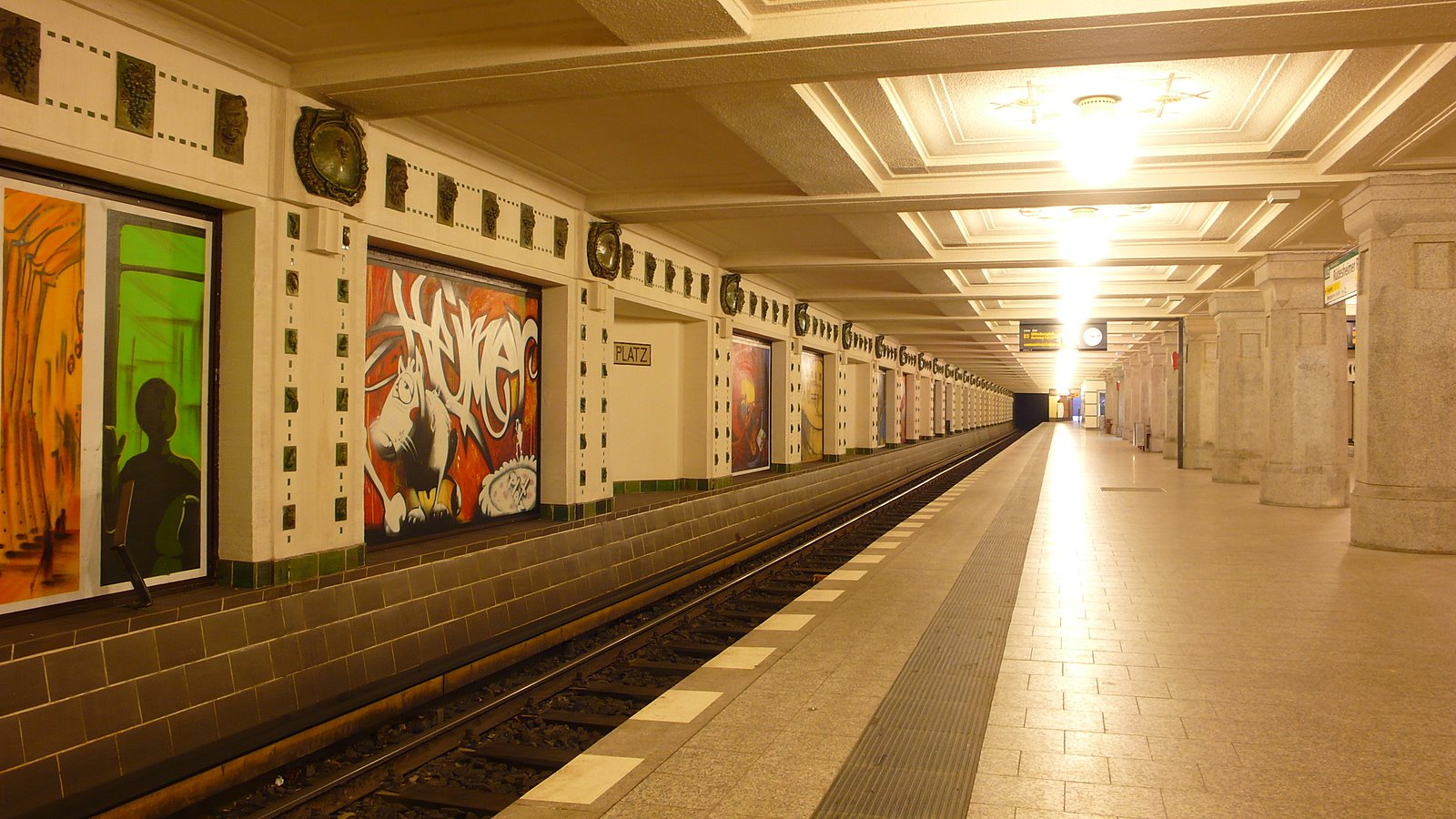
Plataforma de la estación de metro
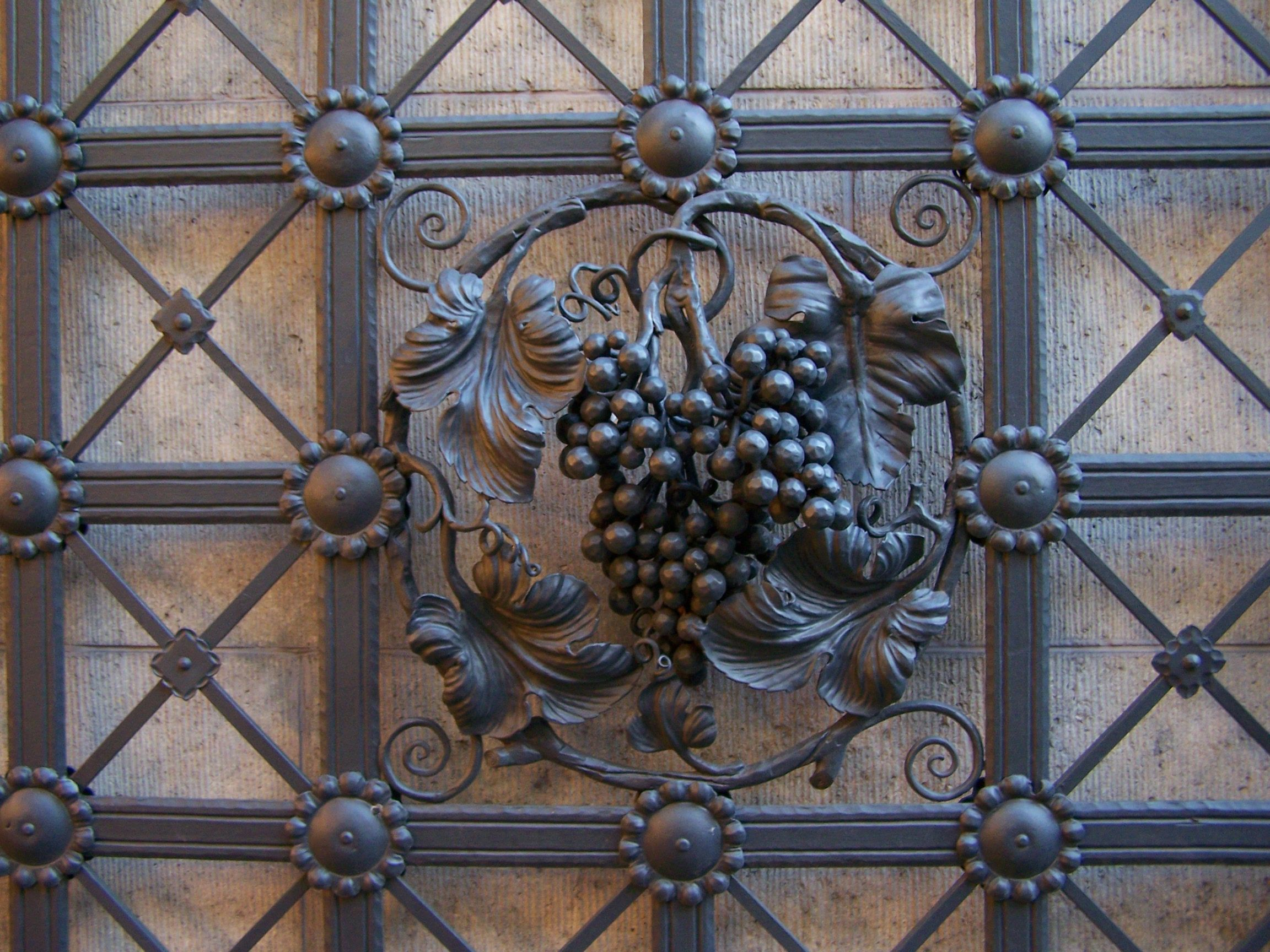
Rejilla ornamental en la entrada sur de la estación
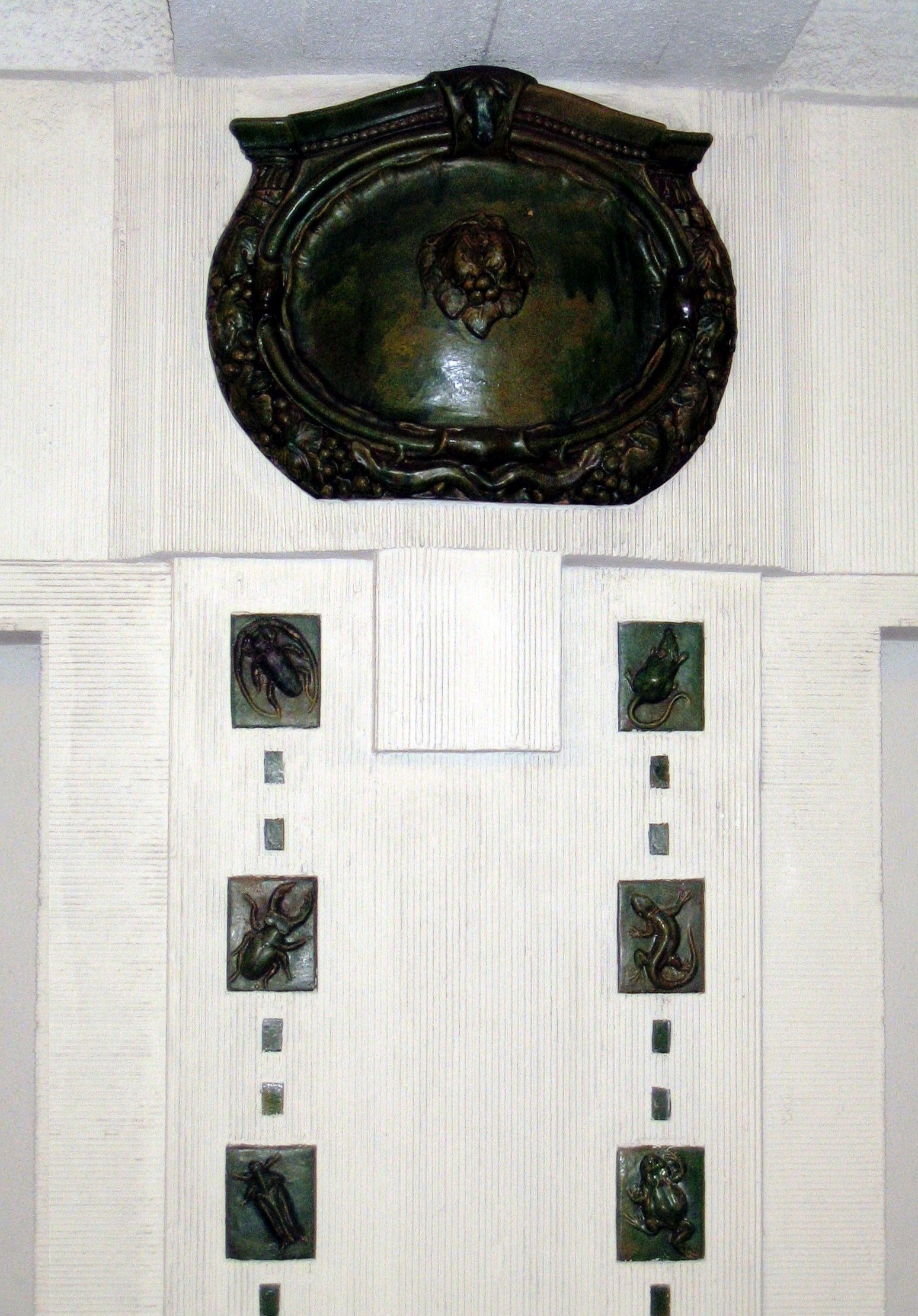
Decoración de pared, detalle
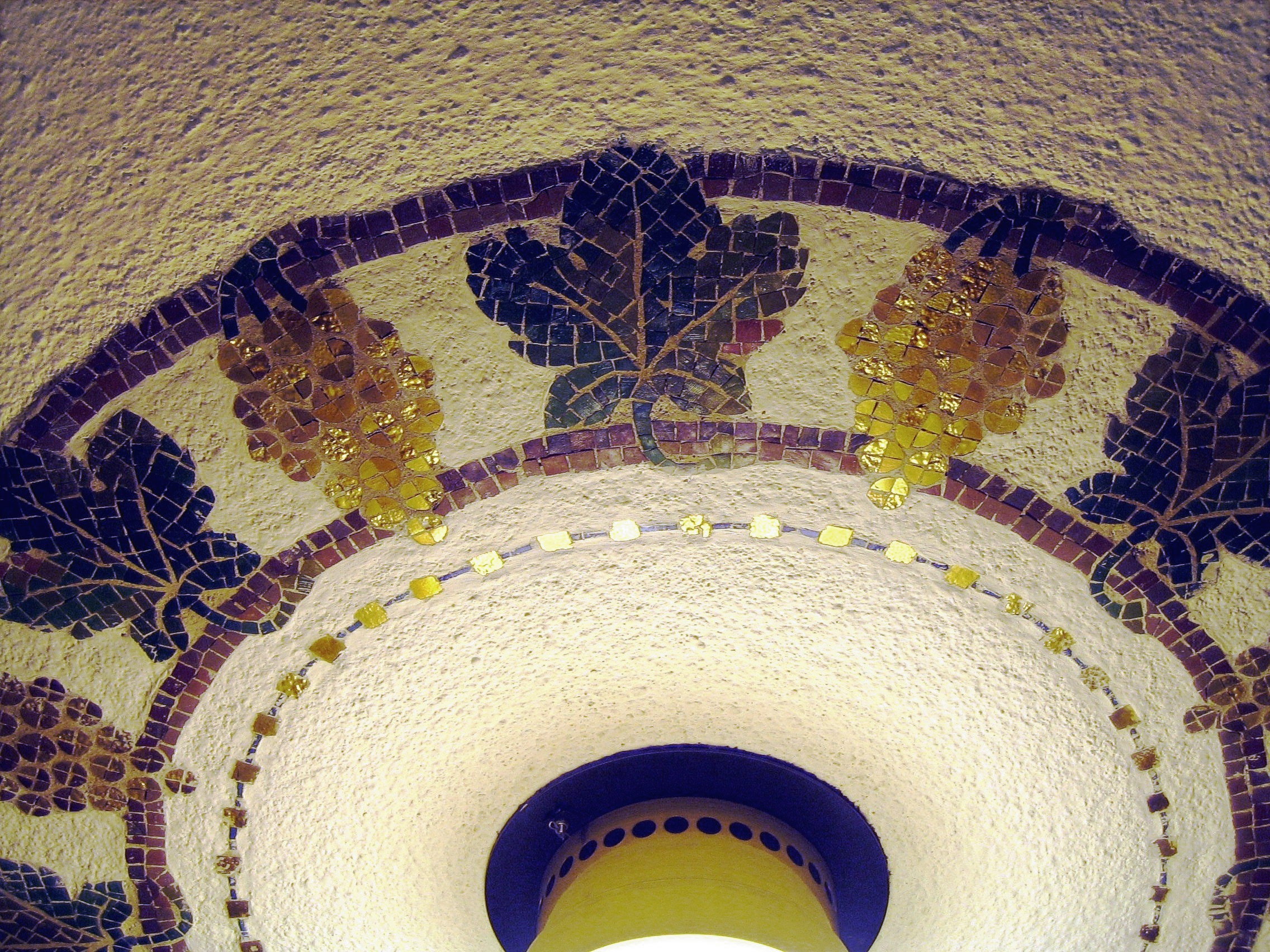
Soporte de lámpara

## Conexión
En la estación de metro puedes cambiar de tren de la línea U3 hasta la línea 186 de autobús del Berliner Verkehrsbetriebe.